# Cantonul Villeneuve
Cantonul Villeneuve este un canton din arondismentul Villefranche-de-Rouergue, departamentul Aveyron, regiunea Midi-Pyrénées, Franța.

## Comune
- Ambeyrac
- La Capelle-Balaguier
- Montsalès
- Ols-et-Rinhodes
- Sainte-Croix
- Saint-Igest
- Saint-Rémy
- Salvagnac-Cajarc
- Saujac
- Villeneuve (reședință)